# Bernhard Weiss (théologien)
Pour les articles homonymes, voir Bernhard Weiss et Weiss.
Bernhard Weiss, né le 20 juin 1827 à Königsberg et mort le 14 janvier 1918 à Berlin, est un bibliste et théologien allemand, spécialiste du Nouveau Testament.
Il fait partie des exégètes de la première quête du Jésus historique. Il est l'auteur d'une Vie de Jésus (1882) qui se fonde sur l'Évangile selon Marc et sur le corpus de logia qui sera nommé quelques années plus tard la « Source Q ».
Son édition du Nouveau Testament en grec est l'une des versions utilisées par Eberhard Nestle en 1898.

## Biographie
Après ses études de théologie aux universités de Königsberg, de Halle et de Berlin, Bernhard Weiss est nommé professeur extraordinaire à Königsberg en 1852, puis professeur ordinaire à Kiel et à Berlin. Il devient conseiller principal au consistoire de l'Église protestante de l'Union prussienne en 1880.
Ses travaux d'édition et de révision portent notamment sur les quatre évangiles canoniques et sur plusieurs épîtres pauliniennes.
Il est le père de l'exégète Johannes Weiss, auteur de l'expression « Source Q » en 1890.

## Publications
- Lehrbuch der biblischen Theologie des Neuen Testaments (1868)
- Des Leben Jesu (1882)
- Lehrbuch der Einleitung in des Neue Testament (1886)
- Das Neue Testament: Berichtigter Text (3 vol., 1902)
- Die Quellen des Lukasevangeliums (1907)